# Поноћни гост
„Поноћни гост” је југословенски ТВ филм из 1965. године. Режирао га је Александар Ђорђевић а сценарио је написао Слободан Стојановић.

## Улоге
| Глумац                  | Улога                 |
| ----------------------- | --------------------- |
| Петар Банићевић         |                       |
| Мира Динуловић          |                       |
| Божидар Дрнић           |                       |
| Оливера Катарина        |                       |
| Маријан Ловрић          |                       |
| Живојин Жика Миленковић | (као Жика Миленковић) |
| Драган Оцокољић         |                       |
| Васа Пантелић           |                       |
| Жижа Стојановић         |                       |